# 葉素娟
 葉素娟（1964年5月8日—），花蓮人，前臺灣女子籃球運動員，場上位置為中鋒，就讀高中一年級時被陳金郎老師介紹進入亞東女籃，1987年7月以兩年合約加盟三洋電機女籃，第一個球季摘走第二部（乙組）的籃板后與罰球命中率后雙頭銜，球隊在球季結束後升上第一部（甲組），1989年返回臺灣高掛球鞋與亞東工專同窗共組家庭，1991年因為老東家亞東女籃內線缺乏人手而重返球場。

## 外部連結
- 葉素娟在fiba.basketball（英语）
- 葉素娟在archive.fiba.com（archived）（英语）